# جين تايلور (عازف جاز)
جين تايلور (بالإنجليزية: Gene Taylor)‏ هو عازف جاز أمريكي، ولد في 19 مارس 1929 في توليدو في الولايات المتحدة، وتوفي في 22 ديسمبر 2001 في ساراسوتا في الولايات المتحدة.

## وصلات خارجية
- جين تايلور على موقع ميوزك برينز (الإنجليزية)
- جين تايلور على موقع ديسكوغز (الإنجليزية)